# Pocket (aplicativo)

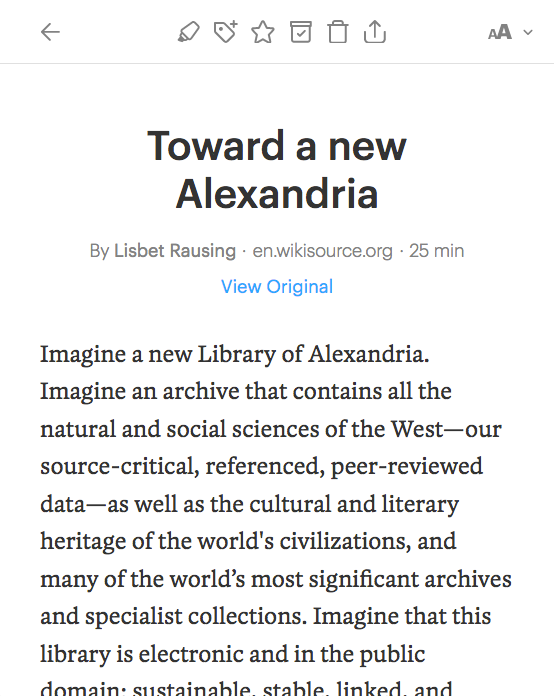
Navegando em um artigo no serviço Pocket por meio de um navegador

Pocket, antigamente conhecido como Read It Later, foi um aplicativo e serviço para gerir uma lista de artigos da internet para leitura criado pela estadunidense Mozilla Foundation. Está disponível para Linux, OS X, Windows, iOS, Android, Windows Phone, BlackBerry, Kobo e navegadores. O aplicativo inicialmente foi desenvolvido apenas para uso em navegadores.
O Pocket foi encerrado em 8 de julho de 2025.